# Marina de Cudeyo

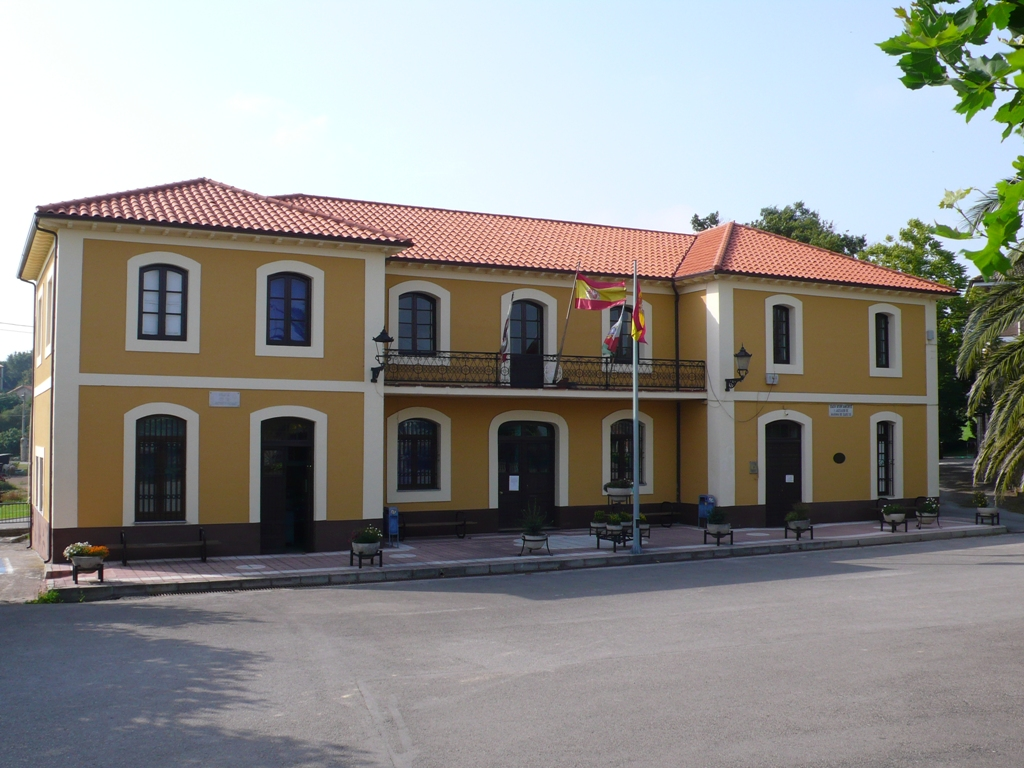
Casa consistorial de Marina de Cudeyo, en la localidad de Rubayo, capital municipal.

Marina de Cudeyo es un municipio de la comarca de Trasmiera, en la comunidad autónoma de Cantabria, España. Se sitúa a unos 5 kilómetros de Santander concretamente al sur de la bahía de Santander y está mayoritariamente rodeado por agua, al norte se encuentra el ayuntamiento de Ribamontán al Mar y dicha bahía, al Este Ribamontán al Monte, Entrambasaguas y la desembocadura del Miera, conocida como ría de Cubas, al Sur Medio Cudeyo y por último al oeste el municipio de El Astillero del que le separa la ría de San Salvador.

## Geografía
Su orografía está compuesta por pequeñas elevaciones que no superan la centena de metros y una costa repleta de marismas e incluso alguna playa. Antiguamente la superficie de Marina de Cudeyo era bastante menor pues se ganaron tierras al mar mediante pequeños diques, estos se convirtieron en extensas mieses o prados. La mayoría del terreno son pastos normalmente dedicados a la ganadería y es poca la extensión de bosques. Frente a Pontejos, en la Bahía, se encuentra la Isla de Pedrosa, actualmente alberga un hospital para la rehabilitación de drogodependientes.
Marina de Cudeyo está situado en un buen lugar en lo que a comunicaciones se refiere. Por una parte, es circunvalado por la Autovía del Cantábrico (A-8, E-70) a la que se puede tener acceso de una forma rápida mediante las carreteras autonómicas primarias CA-141 y CA-145. Por otra parte, cabe decir que también existe transporte ferroviario de la red de ancho métrico de Adif, operado por la compañía Renfe a través de su división comercial Renfe Cercanías AM, que cuenta con varias estaciones en el municipio a lo largo de la línea que conecta Santander con Liérganes y Bilbao. 
En cuanto a comunicaciones no terrestres hay que destacar que el Aeropuerto y el Puerto de Santander se encuentran a escasos minutos y por último desde principios de siglo XX, existe un servicio de lanchas que transporta pasajeros entre las localidades de Santander, Pedreña y Somo muy popular especialmente en verano.

## Historia
- Desde antaño se conoce la existencia de vestigios prehistóricos en la cueva del Moro, Gajano y se han hallado materiales paleolíticos y restos cerámicos medievales en Elechas y Pedreña, además de materiales de la época romana y medieval en la cumbre del Mato. Por otra parte, se descubrieron yacimientos correspondientes a necrópolis de la Alta Edad Media en Orejo y Gajano.
- Hacia el año 1000, se conformó el Alfoz de Cudeyo articulado en varias parroquias.
- En 1351 por primera vez aparecen nombrados dos núcleos de población del actual municipio: Agüero y Elechas, pertenecientes a Pedro González de Agüero el bueno.
- Ya en la Edad Moderna, se constutiyó la Junta de Cudeyo, formada por tres "tercios", el territorio llamado "Tercio de la Marina" fue el origen de la actual Marina de Cudeyo. Dicha Junta se integró en la Merindad de Trasmiera.
- En 1753, según el Catastro de la Ensenada, la localidad de Pontejos se vinculó al régimen señorial y en el siglo XVIII se crearon las primeras empresas industriales, basadas en la actividad pesquera, que fueron construidas sobre tierras ganadas al mar.
- En 1822 se instituyen los primeros ayuntamientos constitucionales y fue entonces cuando se formó con el Tercio de la Marina de Cudeyo (y sin los concejos de Heras y San Salvador) el municipio llamado Rubayo, que en 1835 pasó a llamarse Marina de Cudeyo. El partido judicial del que dependió el ayuntamiento fue, en un primer momento, Entrambasaguas, más tarde Santoña, Santander y finalmente Medio Cudeyo.

## Demografía
Marina de Cudeyo cuenta con una población de 5194 habitantes (INE 2024).
| Gráfica de evolución demográfica de Marina de Cudeyo entre 1842 y 2021                                              |
| |
| Población de derecho según los censos de población del INE Población de hecho según los censos de población del INE |

## Administración y política

### Gobierno municipal
| Partido político                         | 2023  | 2023  | 2023       | 2019  | 2019  | 2019       | 2015  | 2015  | 2015       | 2011  | 2011  | 2011       | 2007  | 2007  | 2007       |
| Partido político                         | Votos | %     | Concejales | Votos | %     | Concejales | Votos | %     | Concejales | Votos | %     | Concejales | Votos | %     | Concejales |
| Partido Socialista Obrero Español (PSOE) | 1617  | 52,55 | 8          | 696   | 21,45 | 3          | 716   | 22,56 | 3          | 536   | 16,88 | 2          | 540   | 19,11 | 2          |
| Partido Regionalista de Cantabria (PRC)  | 525   | 17,06 | 2          | 1693  | 52,18 | 8          | 892   | 28,10 | 4          | 639   | 20,12 | 3          | 712   | 25,19 | 3          |
| Partido Popular (PP)                     | 625   | 20,31 | 3          | 536   | 16,52 | 2          | 1141  | 35,95 | 6          | 1485  | 46,76 | 7          | 1052  | 37,23 | 5          |
| Alternativa Ecológico-Socialista (AES)   | —     | —     | —          | —     | —     | —          | —     | —     | —          | 368   | 11,59 | 1          | 285   | 10,08 | 1          |

### Organización territorial
El término municipal de Marina de Cudeyo tiene una población de 5194 habitantes (INE 2024) y está compuesto por ocho núcleos de población:
- Agüero
- Elechas
- Gajano
- Orejo
- Pedreña
- Pontejos
- Rubayo (capital)
- Setién

## Economía
- Sector primario

Aunque hace años este sector fue predominante en esta zona de Cantabria, en los últimos tiempos ha sufrido un importante descenso llegando al actual 9,6 % de población empleada. La actividad más fuerte de este sector es la ganadería vacuna que en la actualidad cuenta con 178 explotaciones ganaderas.
- Sector secundario

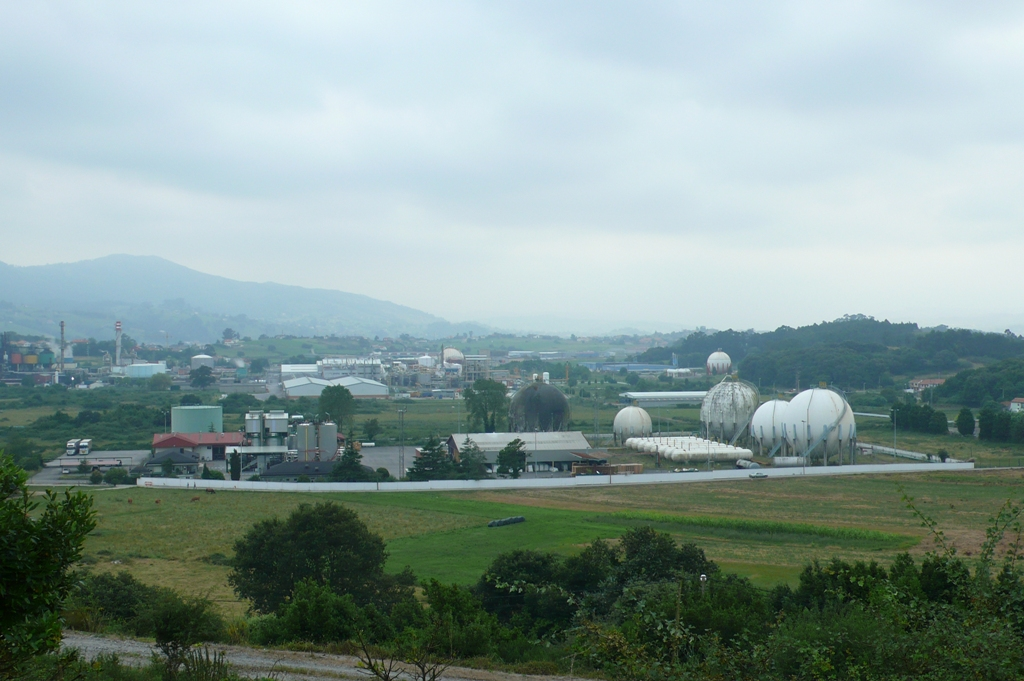
Vista de una planta petroquímica en Gajano

La industria en Marina de Cudeyo despegó en 1966, al terminarse la construcción del puente sobre la ría de San Salvador, que conecta a este municipio con el de El Astillero y por tanto a las principales vías de comunicaciones de la región. En un primer momento se instalaron empresas petroquímicas y fábricas de diversos tipos al resultar atractivo la situación del municipio por estar cerca de la Autovía del Cantábrico y sobre todo, del puerto de Santander.
- Sector terciario

Indudablemente, este es el sector de mayor calado, no sólo a nivel municipal, sino también a nivel regional, empleando a más de la mitad de la población. Las actividades hosteleras son las reinantes en el ayuntamiento, crecidas al calor del turismo iniciado en esta zona gracias a la creación del Real Club Golf de Pedreña en 1928 y los numerosos personajes célebres que se dieron cita desde su fundación. Posteriormente, las cercanas playas y las actividades al aire libre junto con nuevos campos de golf recogieron el testigo en materia de turismo en el municipio.

## Cultura

### Patrimonio

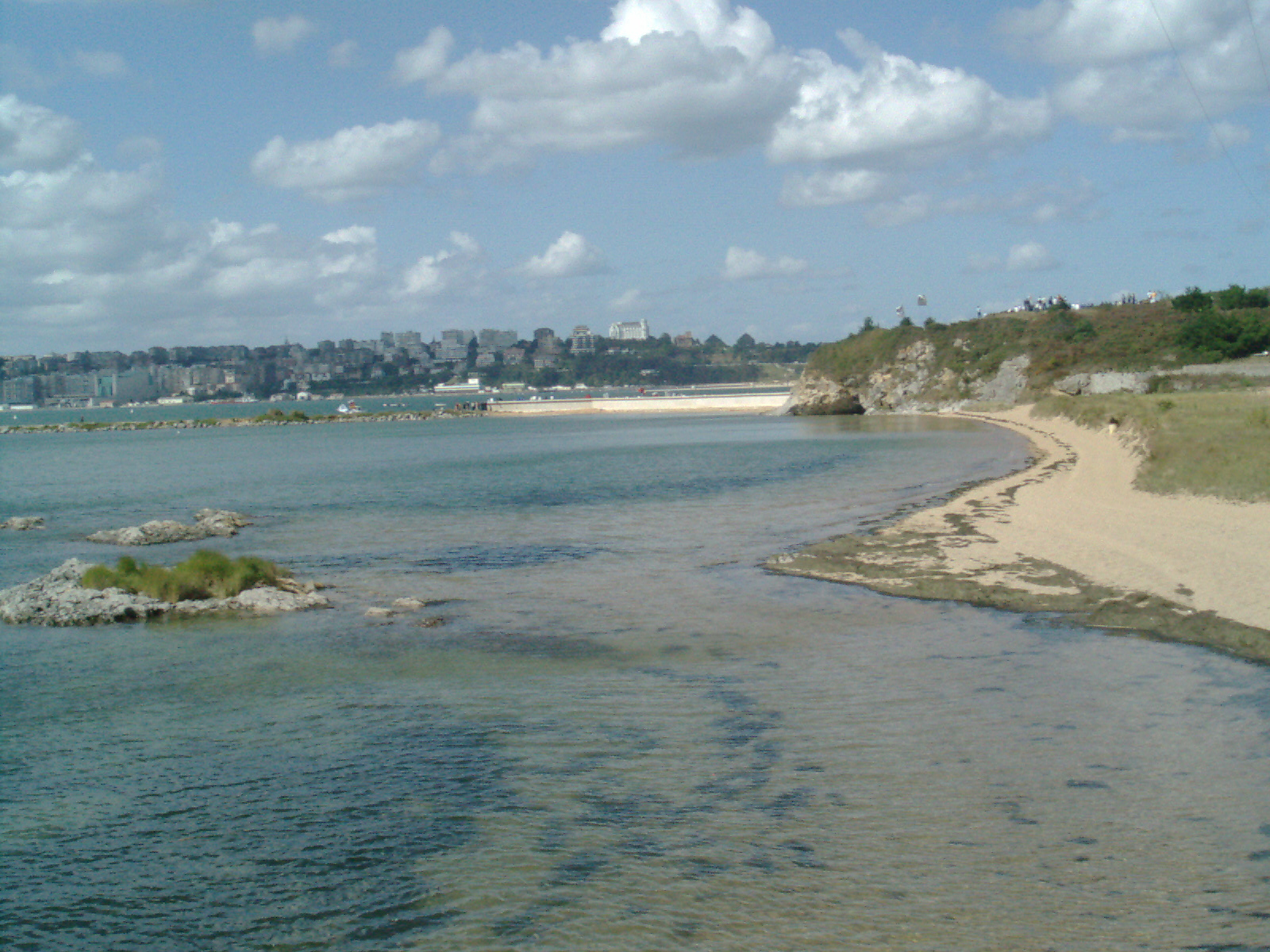
Playa de Pedreña, al fondo la ciudad de Santander

Dos son los bienes de interés cultural de este municipio:
- Torre de Gajano, con categoría de monumento.
- Lugar de Agüero, con categoría de conjunto histórico.

Además, son Bienes inventariados:
- Palacio e iglesia parroquial de Setién.
- Edificio del siglo XVII-XVIII de Pedreña.

### Fiestas

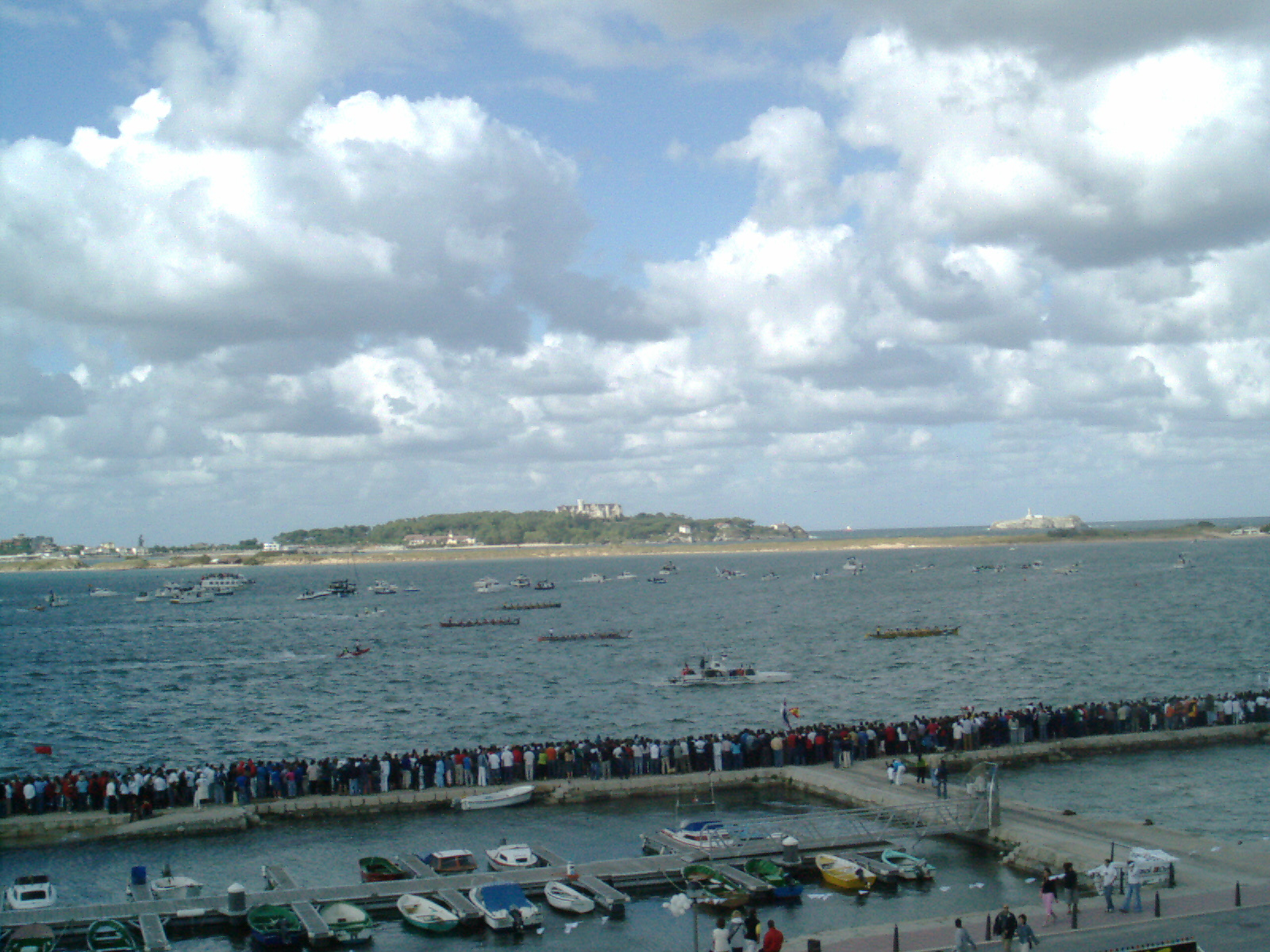
Regata de traineras en Pedreña

- San Isidro Labrador: Marina de Cudeyo, 15 de mayo
- San Juan Bautista: Agüero, 24 de junio
- San Pedro: Pedreña, 29 de junio
- Nuestra Señora del Carmen: Orejo, 16 de julio
- Santa María Magdalena: Setién, 22 de julio
- Santiago Apóstol: Orejo, 25 de julio
- San Pantaleón: Pontejos, 27 de julio
- Nuestra Señora de las Nieves: Gajano, 5 de agosto
- San Roque: Rubayo, 16 de agosto
- San Bartolomé: Elechas, 24 de agosto
- Nuestra Señora del Rosario: Agüero, 5 de octubre
- San Martín: Gajano, 11 de noviembre
- Concurso de ganado: Agüero, segundo domingo del mes de julio
- Festival Intercéltico: Orejo, Primer fin de semana de agosto

## Personas célebres
- Severiano Ballesteros: nació en Pedreña, el 9 de abril de 1957, golfista. Fue uno de los profesionales con mejor palmarés de la historia del golf.
- Juan de Herrera El Trasmerano: nacido en Gajano, fue maestro cantero del siglo XVI.